# يوليوس بيك
يوليوس بيك (بالدنماركية: Julius Beck)‏ هو لاعب كرة قدم دنماركي، ولد في 27 أبريل 2005 في هادرسلف ‏ في الدنمارك.

## وصلات خارجية
- يوليوس بيك على موقع قاعدة بيانات كرة القدم.إي يو (الإنجليزية)
- يوليوس بيك على موقع Soccerway.com (الإنجليزية)